# Мохортов Костянтин Володимирович
Мохортов Костянтин Володимирович (*1913 — †1989) — герой Соціалістичної Праці, уроженець с. Нова Збур'ївка Голопристанського району Херсонської області. Звання присвоєно Указом Президії Верховної Ради СРСР від 25 жовтня 1984 року за видатні виробничі успіхи, досягнуті при спорудженні Байкало-Амурської залізничної магістралі.